# Piccolo regista
Piccolo regista, in ebraico גורדי בהרפתקה מהסרטים‎?, conosciuto internazionalmente anche come Gordi's Magical Movie Adventure, è un videogioco d'avventura educativo sviluppato da Compedia e pubblicato da Hed Artzi nel 1997. In Italia è stato pubblicato da Microforum nel 2001.
Il gioco è stato accolto abbastanza positivamente dalla critica, elogiando soprattutto la trama e l'ambientazione.

## Trama
Billy (Mikey in originale), un animatore dell'"Animation Studios", viene rimproverato dal suo capo, il signor Goldstein (Mer Donki), per non avere ancora completato il film basato che gli aveva commissionato su Il gatto con gli stivali, nonostante la prima sia domani. L'animatore però si addormenta prima di poter continuare il lavoro. In quel momento prendono vita dai suoi bozzetti Gordi e Ma chérie, un guanto giallo dalle fattezze femminili, che chiedono al giocatore di aiutarli a completare il film animato.

### Ambientazione
L'intero gioco è ambientato in uno studio di animazione suddiviso in: stanza dell'animatore (Animator's Room), camerino (Dressing Room), stanza degli oggetti di scena (Prop Room), studio del suono (Sound Studio) e stanza del direttore (Director). Le varie camere sono collegate tra loro con un corridoio (Corridor).

## Modalità di gioco

Schermata che mostra la stanza dell'animatore con attorno l'interfaccia di gioco

Piccolo regista è un videogioco d'avventura in prima persona con tre livelli di difficoltà.
Il giocatore controlla con il mouse Ma chérie, un guanto giallo dalle fattezze femminili. Quando, muovendolo, il guanto cambia animazione, il giocatore potrà interagire con l'ambiente circostante o muoversi. L'obiettivo del gioco è quello di completare il film, collezionando "pezzi" delle scene sparsi nello studio, come se fosse un puzzle. Per collezionare gli oggetti, bisogna premere sui mobili presenti nelle varie stanze o anche giocare a 14 piccoli minigiochi come: tris, sistemare i fotogrammi di un breve cartone animato nell'ordine corretto, e molto altro.
Prima di inserirli, i pezzi del film saranno conservati in un inventario che si trova a destra dello schermo. Essendoci spazio limitato, è possibile eliminare quelli in eccesso con un cestino sotto l'inventario. I pezzi possono essere ripresi tutte le volte che si vuole, ripetendo i minigiochi o ripremendo sugli oggetti. 
Nella parte inferiore dello schermo sono presenti vari pulsanti coi quali si può: accedere alle opzioni, chiedere aiuto a Gordi, visualizzare la mappa o rigiocare ai minigiochi già completati. Per ultima c'è una cinepresa, che serve per passare alla pellicola e inserire i pezzi nelle sagome vuote della scena. Una volta completata la scena, il giocatore passerà a quella successiva, per un totale di otto scene.

## Sviluppo
Piccolo regista venne sviluppato da Compedia, azienda che sviluppa videogiochi educativi. L'ambientazione, composta da modelli tridimensionali pre-renderizzati, venne realizzata da Felix Tsetlin utilizzando Autodesk 3D Studio e Autodesk Animator. Per la scena iniziale e quella finale il videogioco usò attori: Billy venne interpretato da Itay Segev, il quale doppiò anche il gatto nell'edizione originale. La colonna sonora venne composta da Amir Hacohen. Compedia collaborò con Hed Artzi per la campagna pubblicitaria, investendo circa 150 mila dollari.

### Distribuzione
Il videogioco venne distribuito in Israele da Hed Artzi nel 1997 in una CD-ROM. All'estero venne pubblicato da VTechSoft, nei Paesi Bassi da Kluitman nel 1997, in Russia da Noviy Disk il 30 settembre 1998. In Italia invece da Microforum intorno al 2001, la localizzazione in italiano venne gestita da Infolab VdA.

## Accoglienza
| Testata                   | Giudizio |
| ------------------------- | -------- |
| Children's Software Revue | 4/5      |
| Igromania                 | 8,5/10   |
| Vgames                    | 74/100   |

Piccolo regista è stato accolto abbastanza positivamente dalla critica. CompuKids ha affermato che sia "affascinante e divertente", lodando le grafiche. Children's Software Revue ha elogiato i puzzle del gioco.
Igromania ha elogiato la trama e l'interfaccia di gioco, trovandola "piuttosto semplice". Ha apprezzato anche la grafica tridimensionale e la qualità del suono. Ha criticato soprattutto alcuni brani della colonna sonora, definendoli "cupi" e ha pensato che possano provocare ansia al pubblico più piccolo, essendo videogioco per bambini. Ha criticato anche la metodologia usata per il movimento, sostenendo però che, dopo un po', "ci si fa l'abitudine".
Vgames ha criticato i movimenti permessi al giocatore e la grafica, apprezzando però quella a due dimensioni delle scene de Il gatto con gli stivali. Ha affermato infine che il videogioco è "di livello superiore" rispetto gli altri di Compedia, nonostante sia "invecchiato male". André Lamartine di Gamereactor svedese invece lo ha inserito nella sua lista delle "perle dimenticate", elogiando la colonna sonora e l'ambientazione del videogioco, e sostenendo che abbia un "fascino che non può essere replicato".